# Правительство Павлова
В статье даются сведения о составе Кабинета министров СССР под председательством В. С. Павлова, действовавшего в период с 14 января по 28 августа 1991 года.
Наименования должностей членов Кабинета министров СССР приводятся так, как они официально именовались. Председатели государственных комитетов имели статус министров.
Руководители некоторых центральных органов управления прежнего Совета Министров СССР не были переназначены в качестве членов Кабинета Министров: Министр авиационной промышленности Аполлон Сысцов, Министр внешних экономических связей Константин Катушев и Председатель Государственного комитета СССР по народному образованию Геннадий Ягодин. В связи с этим, в таблице они не приводятся.
| Министерство (комитет)                                                  | Министр (председатель)                                                       |
| ----------------------------------------------------------------------- | ---------------------------------------------------------------------------- |
| Премьер-министр СССР                                                    | Павлов Валентин (14 января — 28 августа 1991)                                |
| Премьер-министр СССР                                                    | Догужиев Виталий (и. о.) (19 — 28 августа 1991)                              |
| Первый заместитель Премьер-министра СССР                                | Величко Владимир (15 января — 28 августа 1991; и. о. до 26 ноября 1991)      |
| Первый заместитель Премьер-министра СССР                                | Догужиев Виталий (15 января — 28 августа 1991; и. о. до 26 ноября 1991)      |
| Первый заместитель Премьер-министра СССР                                | Щербаков Владимир (16 мая — 28 августа 1991; и. о. до 26 ноября 1991)        |
| Заместитель Премьер-министра СССР                                       | Лавёров Николай (15 января — 28 августа 1991; и. о. до 26 ноября 1991)       |
| Заместитель Премьер-министра СССР                                       | Маслюков Юрий (15 января — 28 августа 1991; и. о. до 26 ноября 1991)         |
| Заместитель Премьер-министра СССР                                       | Рябев Лев (1 марта — 28 августа 1991; и. о. до 26 ноября 1991)               |
| Заместитель Премьер-министра СССР                                       | Сенько Фёдор (1 марта — 28 августа 1991; и. о. до 26 ноября 1991)            |
| Заместитель Премьер-министра СССР                                       | Щербаков Владимир (1 марта — 16 мая 1991)                                    |
| Заместитель Премьер-министра СССР                                       | Рахимова Биходжал (16 мая — 28 августа 1991; и. о. до 26 ноября 1991)        |
| Министерство авиационной промышленности СССР                            | не переназначался в качестве члена Кабинета Министров                        |
| Министерство автомобильного и сельскохозяйственного машиностроения СССР | Пугин Николай (5 апреля — 28 августа 1991; и. о. до 26 ноября 1991)          |
| Министерство атомной энергетики и промышленности СССР                   | Коновалов Виталий (1 марта — 28 августа 1991; и. о. до 26 ноября 1991)       |
| Министерство внешних экономических связей СССР                          | не переназначался в качестве члена Кабинета Министров                        |
| Министерство внутренних дел СССР                                        | Пуго Борис (15 января — 22 августа 1991)                                     |
| Министерство внутренних дел СССР                                        | Трушин Василий (и. о.) (22 — 23 августа 1991)                                |
| Министерство геологии СССР                                              | Габриэлянц Григорий (1 марта — 28 августа 1991; и. о. до 26 ноября 1991)     |
| Министерство гражданской авиации СССР                                   | Панюков Борис (5 апреля — 28 августа 1991; и. о. до 26 ноября 1991)          |
| Министерство здравоохранения СССР                                       | Денисов Игорь (9 апреля — 28 августа 1991; и. о. до 26 ноября 1991)          |
| Министерство иностранных дел СССР                                       | Бессмертных Александр (15 января — 28 августа 1991; и. о. до 14 ноября 1991) |
| Министерство информации и печати СССР                                   | Ненашев Михаил (13 июля — 28 августа 1991; и. о. до 26 ноября 1991)          |
| Министерство культуры СССР                                              | Губенко Николай (1 марта — 28 августа 1991; и. о. до 27 ноября 1991)         |
| Министерство материальных ресурсов СССР                                 | Анисимов Станислав (13 июля — 28 августа 1991; и. о. до 26 ноября 1991)      |
| Министерство металлургии СССР                                           | Сосковец Олег (10 апреля — 28 августа 1991; и. о. до 26 ноября 1991)         |
| Министерство морского флота СССР                                        | Вольмер Юрий (1 марта — 28 августа 1991; и. о. до 26 ноября 1991)            |
| Министерство нефтяной и газовой промышленности СССР                     | Чурилов Лев (22 июня — 28 августа 1991; и. о. до 26 ноября 1991)             |
| Министерство оборонной промышленности СССР                              | Белоусов Борис (5 апреля — 28 августа 1991; и. о. до 26 ноября 1991)         |
| Министерство обороны СССР                                               | Язов Дмитрий (1 марта — 28 августа 1991; и. о. до 29 августа 1991)           |
| Министерство обороны СССР                                               | Моисеев Михаил (и. о.) (22 — 23 августа 1991)                                |
| Министерство общего машиностроения СССР                                 | Шишкин Олег (5 апреля — 28 августа 1991; и. о. до 26 ноября 1991)            |
| Министерство природопользования и охраны окружающей среды СССР          | Воронцов Николай (1 марта — 28 августа 1991; и. о. до 26 ноября 1991)        |
| Министерство путей сообщения СССР                                       | Матюхин Леонид (8 мая — 28 августа 1991; и. о. до 26 ноября 1991)            |
| Министерство радиопромышленности СССР                                   | Шимко Владимир (2 марта — 28 августа 1991; и. о. до 26 ноября 1991)          |
| Министерство рыбного хозяйства СССР                                     | Котляр Николай (13 мая — 28 августа 1991; и. о. до 26 ноября 1991)           |
| Министерство связи СССР                                                 | Кудрявцев Геннадий (2 марта — 28 августа 1991; и. о. до 26 ноября 1991)      |
| Министерство сельского хозяйства и продовольствия СССР                  | Черноиванов Вячеслав (2 марта — 28 августа 1991; и. о. до 26 ноября 1991)    |
| Министерство специального строительства и монтажных работ СССР          | Михальченко Александр (2 марта — 28 августа 1991; и. о. до 26 ноября 1991)   |
| Министерство судостроительной промышленности СССР                       | Коксанов Игорь (2 марта — 28 августа 1991; и. о. до 26 ноября 1991)          |
| Министерство торговли СССР                                              | Терех Кондрат (21 марта — 28 августа 1991; и. о. до 26 ноября 1991)          |
| Министерство транспортного строительства СССР                           | Брежнев Владимир (1 марта — 28 августа 1991; и. о. до 26 ноября 1991)        |
| Министерство труда и социальных вопросов СССР                           | Паульман Валерий (26 марта — 28 августа 1991; и. о. до 26 ноября 1991)       |
| Министерство угольной промышленности СССР                               | Щадов Михаил (26 апреля — 28 августа 1991; и. о. до 26 ноября 1991)          |
| Министерство финансов СССР                                              | Орлов Владимир (26 марта — 28 августа 1991; и. о. до 26 ноября 1991)         |
| Министерство химической и нефтеперерабатывающей промышленности СССР     | Хаджиев Саламбек (9 апреля — 28 августа 1991; и. о. до 26 ноября 1991)       |
| Министерство экономики и прогнозирования СССР                           | Щербаков Владимир (16 мая — 28 августа 1991; и. о. до 26 ноября 1991)        |
| Министерство электронной промышленности СССР                            | Колесников Владислав (7 марта — 28 августа 1991; и. о. до 26 ноября 1991)    |
| Министерство электротехнической промышленности и приборостроения СССР   | Анфимов Олег (9 апреля — 28 августа 1991; и. о. до 26 ноября 1991)           |
| Министерство энергетики и электрификации СССР                           | Семенов Юрий (1 марта — 28 августа 1991; и. о. до 26 ноября 1991)            |
| Министерство юстиции СССР                                               | Лущиков Сергей (2 марта — 28 августа 1991; и. о. до 26 ноября 1991)          |
| Комитет государственной безопасности СССР                               | Крючков Владимир (1 апреля — 28 августа 1991; и. о. до 29 августа 1991)      |
| Комитет государственной безопасности СССР                               | Шебаршин Леонид (и. о.) (22 — 23 августа 1991)                               |
| Государственный комитет СССР по закупкам продовольственных ресурсов     | Тимошишин Михаил (13 мая — 28 августа 1991; и. о. до 26 ноября 1991)         |
| Государственный комитет СССР по лесу                                    | Исаев Александр (7 мая — 28 августа 1991; и. о. до 26 ноября 1991)           |
| Государственный комитет СССР по машиностроению                          | Строганов Генрих (10 апреля — 28 августа 1991; и. о. до 26 ноября 1991)      |
| Государственный комитет СССР по народному образованию                   | не переназначался в качестве члена Кабинета Министров                        |
| Государственный комитет СССР по науке и технологиям                     | Лавёров Николай (16 мая — 28 августа 1991; и. о. до 26 ноября 1991)          |
| Государственный комитет СССР по национальным вопросам                   | не назначался                                                                |
| Государственный комитет СССР по статистике                              | Кириченко Вадим (1 апреля — 28 августа 1991; и. о. до 26 ноября 1991)        |
| Государственный комитет СССР по строительству и инвестициям             | Серов Валерий (11 июня — 28 августа 1991; и. о. до 26 ноября 1991)           |
| Государственный комитет СССР по химии и биотехнологиям                  | Гусев Владимир (11 июня — 28 августа 1991; и. о. до 26 ноября 1991)          |
| Управляющий делами Кабинета Министров СССР (в статусе министра)         | Простяков Игорь (21 марта — 28 августа 1991; и. о. до 26 ноября 1991)        |

В работе Кабинета Министров могли участвовать с правом решающего голоса главы правительств союзных республик.
| Главы правительств союзных республик                                                                          | Главы правительств союзных республик                                                    |
| --- | --------------------------------------------------------------------------------------- |
| - Караманов Узакбай Караманович, председатель Совета Министров Казахской ССР (27 июля 1989 — 16 октября 1991) |                                                                                         |
| | Этот раздел нужно дополнить. Пожалуйста, улучшите и дополните раздел. (17 декабря 2016) |

Указом Президента СССР от 22 августа 1991 г. № УП-2444 все члены ГКЧП отстранены от занимаемых постов, однако, несмотря на это Павлов В. С., Крючков В. А. и Язов Д. Т. освобождены от обязанностей членов Кабинета Министров СССР специальными указами (№ УП-2443, № УП-2447а и № УП-2445 соответственно), которые были внесены на утверждение Верховного Совета СССР, но не были им одобрены (кроме указа о Павлове).
28 августа 1991 года Верховный Совет СССР утвердил отставку Павлова и выразил недоверие Кабинету Министров СССР, что в обоих случаях влекло за собой отставку союзного правительства согласно ст. 13 и 14 закона СССР «О Кабинете Министров СССР» и ст. 130 Конституции СССР (в редакции от 26 декабря 1990 года). Таким образом, Кабинет Министров был дважды отправлен в отставку. Согласно части 3 статьи 13 закона СССР «О Кабинете Министров СССР» члены правительства продолжили работать в ранге и. о. вплоть до 26 ноября 1991 года, когда все они были уволены специальным указом Президента СССР № УП-2884.